# Всеволод Всеволодович
Все́волод Все́володович (? — після 1215) — князь червенський (1207-1211) та белзький (1211-1215). Другий син Всеволода Мстиславича. Дані про його шлюби та дітей відсутні.